# Ommatius catus
Ommatius catus är en tvåvingeart som beskrevs av Scarbrough och Costantino 2005. Ommatius catus ingår i släktet Ommatius och familjen rovflugor. Inga underarter finns listade i Catalogue of Life.